# Meio do céu
O meio do céu (Mᶜ ou MC, do latim Medium Coeli), em astronomia, é um ponto de definição no sistema eclíptico de coordenadas. O objetivo é encontrar a parte da eclíptica que corresponde ao ponto mais alto na aparente travessia diária do céu visível de um objeto celeste, a meio caminho entre sua ascensão no horizonte oriental e descida no horizonte ocidental. O meio do céu não representa o ponto imediatamente acima (o nosso zénite) ou mesmo o ponto da eclíptica mais próxima, mas sim o ponto no qual o meridiano local se cruza com a eclíptica.
Em astrologia, é o local em que figura o signo, ou seja, no alto do céu de nascimento de um indivíduo. Representa características, qualidades e virtudes, que a pessoa pode possuir de forma consciente e inconsciente, e se esforça no sentido de incorporar tais predicados à sua personalidade.

## Cálculo

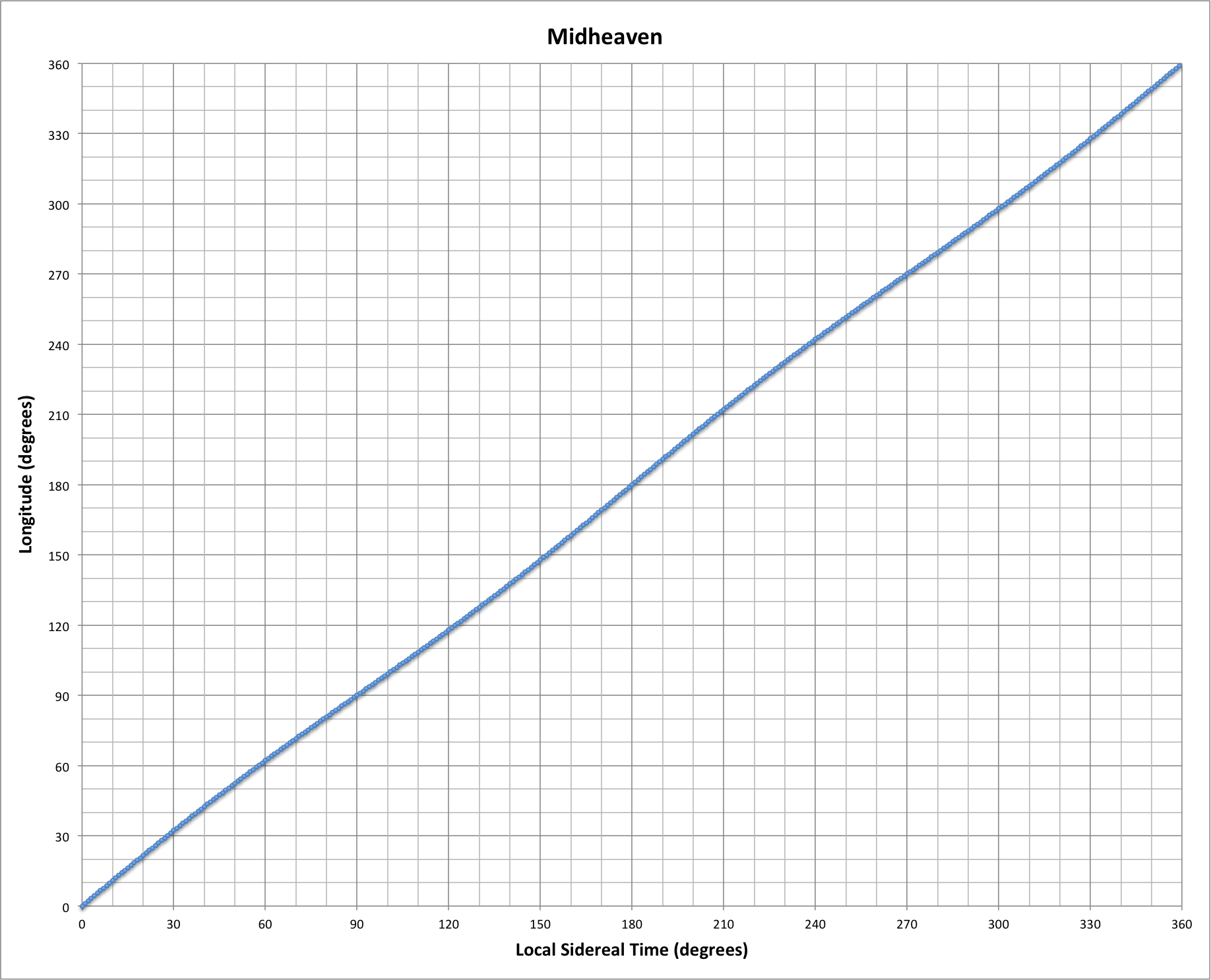
Longitude do meio do céu

{\displaystyle M^{c}=\arctan \left({\frac {\tan \theta _{\rm {L}}}{\cos \varepsilon }}\right)}
onde {\displaystyle \theta _{\rm {L}}} é o tempo sideral local e {\displaystyle \varepsilon } é a inclinação axial da eclíptica.
- Ângulos em graus ( ° ), minutos ( ' ), e segundos ( " ) em sexagesimal devem ser convertidos para decimal antes de efetuar cálculos.
- Ângulos em horas ( h ), minutos ( m ), e segundos ( s ) do sistema de medição temporal devem ser convertidos, de igual forma, para decimal. (1h = 15°, 1m = 15', 1s = 15")
- Ângulos maiores que 360° (2π) ou menores que 0° podem necessitar de ser reduzidos para um equivalente no intervalo 0° - 360° (0 - 2π).[7]
- Funções trigonométricas inversas são ambíguas em relação aos quadrantes, sendo que os seus resultados devem ser avaliados de forma cautelosa, sendo recomendado o uso de uma equação que descubra a tangente, seguido pela segunda função arcotangente (ATN2 ou ATAN2).
- Nos últimos 5 milhões de anos, a inclinação axial da Terra variou entre 22.042500° e 24.50444°. O efeito na longitude do meio do céu é menos que 0,5295°.[2][8]